# 鴨川運輸区
鴨川運輸区（かもがわうんゆく）は、千葉県鴨川市にかつて存在した東日本旅客鉄道（JR東日本）千葉支社の運転士・車掌が所属する組織である。2023年6月30日限りで廃止し、現在は茂原統括センター鴨川乗務ユニット。

## 車掌乗務範囲
- 外房線：千葉 - 安房鴨川間
- 特急わかしお：東京 - 安房鴨川間

## 運転士乗務範囲
- 外房線：千葉 - 安房鴨川間
- 内房線：蘇我 - 安房鴨川間
- 京葉線：東京 - 蘇我間

## 歴史
- 1995年 - 設置準備として鴨川運輸準備区を設置。
- 1995年12月1日 - 勝浦運転区と千葉車掌区鴨川支区を統合し、鴨川運輸区発足。
- 2007年3月18日 - 館山運転区廃止に伴い、一部行路を引き継ぐ。
- 2023年7月1日 - 茂原統括センター（蘇我、大網、上総一ノ宮、大原、勝浦、安房鴨川各駅、鴨川運輸区の統合）が発足。鴨川運輸区を廃止する。